# Schwarze (Familienname)
Schwarze ist ein Familienname. Zu Herkunft und Bedeutung siehe Schwarz.

## Namensträger
- Achim Schwarze (* 1958), deutscher Schriftsteller
- Aloys Schwarze (1921–1990), deutscher Politiker (SPD), Mitglied des Landtags von Nordrhein-Westfalen
- Barbara Schwarze (* 1951), deutsche Soziologin
- Bernhard Schwarze, deutscher Sozialdemokrat, siehe Philipp Müller (Kommunist)
- Bruno Schwarze (1876–1960), deutscher Ministerialbeamter
- Christoph Schwarze (* 1935), deutscher Romanist und Linguist
- Claudia Schwarze (* 1958), deutsche Cellistin und Musikpädagogin
- Dieter Schwarze (1942–2011), deutscher Politiker (DSU)
- Elisabeth Schwarze-Neuß (1930–2019), deutsche Archivarin und Historikerin
- Erich Schwarze (1897–1964), deutscher Veterinärmediziner und Hochschullehrer
- Friedhelm Schwarze (* 1953), deutscher Fußballspieler
- Friedrich Oskar von Schwarze (1816–1886), deutscher Jurist und Politiker
- Gertrud Schwarze (1915–1977), deutsche Keramikerin
- Gisela Schwarze (1932–2015), deutsche Historikerin
- Gunter Schwarze (1928–2013), deutscher Mathematiker und Hochschullehrer
- Hanns Werner Schwarze (1924–1991), deutscher Journalist
- Hans Dieter Schwarze (1926–1994), deutscher Schriftsteller, Schauspieler und Regisseur
- Hans-Joachim Schwarze (1917–1995), deutscher Politiker (CDU), Mitglied des Abgeordnetenhauses von Berlin
- Heinrich Schwarze-Blanke (* 1964), deutscher Zeichner und Karikaturist
- Heinz Schwarze (1910–1966), deutscher Tänzer
- Hermann Schwarze, deutscher Rugbyspieler
- Johannes von Schwarze (1849–1919), deutscher Reichsgerichtsrat
- Julian Schwarze (* 1983), deutscher Politiker (Bündnis 90/Die Grünen), MdA
- Julius Heinrich Schwarze (~1706–1775), deutscher Baumeister
- Jürgen Schwarze (1944–2024), deutscher Jurist
- Klaus Schwarze (1940–2024), deutscher Sportreporter
- Kurt Schwarze (Politiker) (1888–1961), deutscher Lehrer und Politiker (DDP, LDP)
- Kurt Schwarze (Architekt) (1900–1976), deutscher Architekt
- Marcus Schwarze (* 1969), deutscher Journalist und Autor
- Max Schwarze (1874–1928), deutscher Oberturnwart
- Max Schwarze (Fußballspieler) (1885–1951), deutscher Fußballspieler
- Michael Schwarze (Bildhauer) (* 1939), deutscher Bildhauer
- Michael Schwarze (Journalist) (1945–1984), deutscher Journalist, Feuilletonredakteur der FAZ
- Michael Schwarze (Romanist) (* 1965), deutscher Romanist
- Paul von Schwarze (1843–1893), deutscher Ingenieur
- Paul Schwarze (1888–1943), deutscher Arbeiterfunktionär und Kommunalpolitiker
- Roland Schwarze (* 1961), deutscher Jurist und Hochschullehrer
- Rudolf Schwarze (1825–1900), deutscher Lehrer und Heimatforscher
- Stefan Schwarze (* 1962), deutscher Kapitän der Polarstern
- Ulrich Schwarze (* 1940), deutscher Amateurhistoriker und ehemaliger Jurist
- Werner Schwarze (Spanienkämpfer) (1907–1975), deutscher Widerstandskämpfer
- Werner Schwarze (Chemiker) (1913–2007), deutscher Chemiker
- Wilhelm Schwarze (1851–1937), deutscher Jurist und Politiker (Zentrum)
- Wolfgang Schwarze (* 1939), Dokumentarfilmer

## Beiname
- Florenz der Schwarze (um 1115–1133), holländisch-friesischer Graf und Rebell
- Hugo der Schwarze († 952), Herzog von Burgund